# Детва
 Тази статия е за града в Словакия.  За окръга вижте Детва (окръг).  
Детва (на словашки: Detva) е град в централна Словакия, административен център на окръг Детва в Банскобистришки край. Населението му е 14 751 души (по приблизителна оценка от декември 2017 г.).

## География
Разположен е на 400 m надморска височина в котловина на Словашкото средногорие, 30 km югоизточно от град Банска Бистрица.

## История
Селището е създадено през 1636 – 1638 година, когато владетелите на Вигляш заселват крепостни селяни в гъстите гори на селата Зволенска Слатина и Очова. Първите жители са въглищари от Любетова, последвани от власи от днешна северна и източна Словакия и преселници от съседните села. През 1787 година е основана манифактура за производство на сирене бринза. През 1811 година Детва получава статут на опидиум (пазарен град), а през 1965 година – на град. През 1996 година става окръжен център.
Традиционният поминък на жителите на Детва са дърводобивът и дървообработването, овцевъдството и земеделието. Разположено върху новоусвоени земи, селището е отдалечено и дълго време задоволява само нуждите си от основни стоки. Това спомага за развитието на оригинална местна материална и духовна култура и превръща Детва в един от символите на формиращата се словашка нация.
В средата на XX век в Детва е построен голям военен завод – изолираното местоположение на града е смятано за предимство от гледна точка на сигурността. Заводът произвежда различни машини под търговските марки UNC и Universal. Освен военно оборудване, се произвеждат и машини с гражданско предназначение – трактори, челни товарачи и други. Изграждането на завода предизвиква нарастване на населението на града от 3 500 на 12 000 души, като в него работят над 70% от заетите. Краят на Студената война се отразява тежко на завода и персоналът му е намален неколкократно. Днес Детва има едно от най-високите нива на безработица в Словакия – около 30%.